# مارتا فاسينا
مارتا فاسينا (من مواليد 9 يناير 1990) هي سياسية إيطالية من فورزا إيطاليا وكانت عضوًا في مجلس النواب منذ عام 2018.
رئيس (توضيح) of فورزا إيطاليا
رئيس (توضيح) of Forza Italia.

## النشأة
ولدت في ميليتو دي بورتو سالفو (منطقة كالابريا)، وهي بلدة ساحلية صغيرة في أقصى الطرف الجنوبي لشبه الجزيرة الإيطالية. التحقت بجامعة سابينزا في روما وتخرجت بدرجة في الأدب عام 2018.

## الحياة الشخصية
في عام 2020 تم الإبلاغ على نطاق واسع أن فاسينا كانت تواعد رئيس وزراء إيطاليا السابق سيلفيو برلسكوني الذي يكبرها 54 عامًا.